# Angelus Iván
Angelus Iván (Budapest, 1953. június 14. –) magyar táncos, színész, koreográfus, rendező, művészpedagógus, színházi ember.

## Életútja
1979-ben szerzett történelem-spanyol szakos tanári diplomát az Eötvös Loránd Tudományegyetem Bölcsészettudományi Karán. Felsőfokú tanulmányai mellett 1971 és 1979 között az Orfeó Együttes, majd a Studió K színház tagja volt. 1972-től filmszerepekben is debütált.
Jeszenszky Endre budapesti magániskolájában indult táncművészeti képzése, melyet nemzetközi kurzusokon, workshopokon (Drezda, Köln) is fejlesztett, elsősorban a modern tánctechnikák elsajátítására törekedve, önálló mozgásművészeti kísérletei mellett.1979-ben megalakítja az Új Tánc Klubot, majd 1983-ban a Kreatív Mozgás Stúdió életre hívója Kálmán Ferenccel.
1990-ben szervezésében jön létre az Új Előadóművészeti Alapítvány, valamint szintén alapítója, és irányítója az 1991-ben induló Budapest Tánciskolának is, mely Budapest Táncművészeti Szakközépiskola (1998) majd Budapest Kortárstánc Főiskola (2004) néven válik az államilag is elismert oktatási rendszer részévé. 2015-től Budapest Contemporary Dance Academy néven fokozatosan az angol nyelvű képzés válik általánossá elsősorban a BA szintű hivatásos művész és MA szintű tanárképzésben.   
2018-ban dönt az iskola bezárásól, majd 2019-től mégis egy új komplex szakstruktúra (tánc, cirkusz, menedzsment, technológia, esélyegyenlőség) kialakítását tűzi ki célul.  

### Magánélete
Felesége (1997-) Farkas Edit, építészmérnök. Gyermekei: Angelus Hanna (1999), Angelus Maya (2001), Angelus Farkas (2004).

## Fontosabb szerepei

### Színészként[2]
- Jorge Semprun/Fodor Tamás: Étoile (1971)
- Sipos Áron/Fodor Tamás: Vurstli (1972)
- Bertolt Brecht: Nevelő úr (1973)
- Szüret (1974)
- Georg Büchner: Woyzeck (1978)[3]

### Táncosként[2]
- Tükrök (1982)
- Korom helyébe (1986)
- Rozmárbál (1986)
- Halálos delej
- Utolsó szóló
- Első kettős
- Tükörszoft (2013)
- Cuatro Pantallas (2018)

## Filmográfia
- Kardos Ferenc: Petőfi ’73 (1973)
- Kardos Ferenc: Hajdúk (1974)
- Sára Sándor: Holnap lesz fácán (1974)
- Fábry Péter: Térmetszés (1979)
- Jancsó Miklós: A zsarnok szíve, avagy Boccaccio Magyarországon (1981)[4]
- Gyöngyössy Imre: Jób lázadása (1983)
- Gyöngyössy Imre: Yerma (1984)
- FeLugossy László: Önuralom (1988)[5]
- Brian Gibson: Murderers Among Us: The Simon Wiesenthal Story (1989)
- Makk Károly: Magyar Rekviem (1990)
- Brian Gibson: The Josephine Baker Story (1991)
- Sára Sándor: A vád (1996)
- Angelus Iván: Kémhatás/Testfilm (2012)[6]
- Török Ferenc: 1945 (2017)

## Díjak, elismerések
- Lábán Rudolf különdíj (2021)
- Hevesi Sándor-díj (2019)[7]
- Eck Imre Díj (2017)[8]
- Magyar Táncművészek Szövetsége: a Táncoktatásért Díj (2014)[9]
- Független Előadóművészek Szövetségének Életműdíja (2013)
- A Magyar Érdemrend lovagkeresztje (2008)
- Paál István-díj (2000)
- Táncpedagógusi nívódíj (1993)

## Művei
- Táncoskönyv. Budapest, 1998.